# Isak Alemayehu
Isak Alexander Alemayehu Mulugeta (Umeå, 11 ottobre 2006) è un calciatore svedese, centrocampista del Djurgården.

## Biografia
È nato in Svezia da padre etiope e madre salvadoregna.

## Carriera

### Club
Cresciuto nel settore giovanile del Djurgården, il 6 novembre 2022 ha esordito in prima squadra nell'ultima giornata dell'Allsvenskan di quell'anno, nell'incontro perso 1-0 contro il Mjällby. Il 14 dicembre successivo ha firmato il suo primo contratto professionistico. Il 18 gennaio 2024 è stato ceduto in prestito al Feyenoord, dove ha trascorso la seconda metà di stagione con la formazione Under-21. L'11 settembre 2024 è stato nuovamente ceduto in prestito, questa volta all'FC Stockholm Internazionale, club della terza divisione svedese.
Rientrato al Djurgården ad inizio 2025, è stato confermato nella rosa della prima squadra ed il 1º maggio ha segnato il suo primo gol in carriera in competizioni professionistiche, nella gara di andata delle semifinali di Conference League persa 4-1 contro il Chelsea.

### Nazionale
Ha giocato con le nazionali giovanili svedesi Under-15, Under-16, Under-17 ed Under-18.

## Statistiche

### Presenze e reti nei club
Statistiche aggiornate al 30 giugno 2025.
| Stagione        | Squadra              | Campionato      | Campionato | Campionato | Coppe nazionali | Coppe nazionali | Coppe nazionali | Coppe continentali | Coppe continentali | Coppe continentali | Altre coppe | Altre coppe | Altre coppe | Totale | Totale | Totale |
| Stagione        | Squadra              | Comp            | Pres       | Reti       | Comp            | Pres            | Reti            | Comp               | Pres               | Reti               | Comp        | Pres        | Reti        | Pres   | Reti   |        |
| --------------- | -------------------- | --------------- | ---------- | ---------- | --------------- | --------------- | --------------- | ------------------ | ------------------ | ------------------ | ----------- | ----------- | ----------- | ------ | ------ | ------ |
| 2022            | Djurgården           | A               | 1          | 0          | CS+CS           | 0               | 0               | UECL               | 0                  | 0                  | -           | -           | -           | 1      | 0      |        |
| 2023            | Djurgården           | A               | 0          | 0          | CS+CS           | 0               | 0               | UECL               | 1                  | 0                  | -           | -           | -           | 1      | 0      |        |
| 2024            | FC Stockholm Intern. | D1              | 4          | 0          | CS              | 0               | 0               | -                  | -                  | -                  | -           | -           | -           | 4      | 0      |        |
| 2025            | Djurgården           | A               | 9          | 0          | CS+CS           | 2+0             | 0               | UECL               | 4                  | 1                  | -           | -           | -           | 15     | 1      |        |
| Totale carriera | Totale carriera      | Totale carriera | 14         | 0          |                 | 2               | 0               |                    | 5                  | 1                  |             | -           | -           | 21     | 1      |        |